# Ákra Kynosoúra
Ákra Kynosoúra är en udde i Grekland.   Den ligger i prefekturen Nomós Attikís och regionen Attika, i den sydöstra delen av landet, 13 km väster om huvudstaden Aten.
Terrängen inåt land är kuperad åt nordväst, men österut är den platt. Havet är nära Ákra Kynosoúra åt sydväst.  Närmaste större samhälle är Aten, 12,5 km öster om Ákra Kynosoúra. 